# Hadronyche orana
Espèce
Hadronyche orana est une espèce d'araignées mygalomorphes de la famille des Atracidae.

## Distribution
Cette espèce est endémique de Nouvelle-Galles du Sud en Australie. Elle se rencontre dans l'Orana dans le centre-Est de l'État.

## Description
La carapace du mâle holotype mesure 7,76 mm de long sur 7,41 mm et l'abdomen 8,04 mm de long sur 6,57 mm et la carapace de la femelle paratype mesure 8,57 mm de long sur 8,67 mm et l'abdomen 14,21 mm de long sur 11,22 mm.

## Étymologie
Son nom d'espèce lui a été donné en référence au lieu de sa découverte, l'Orana.

## Publication originale
- Gray, 2010 : A revision of the Australian funnel-web spiders (Hexathelidae: Atracinae). Records of the Australian Museum, vol. 62, p. 285-392 (texte intégral).